# Perinereis marionii
Perinereis marionii är en ringmaskart som först beskrevs av Jean Victor Audouin och Milne Edwards 1833.  Perinereis marionii ingår i släktet Perinereis och familjen Nereididae. Inga underarter finns listade i Catalogue of Life.